# Жужелица Геннинга
Жужелица Геннинга, или Жужелица таёжная (лат. Carabus henningi) — вид жесткокрылых насекомых из семейства жужелиц.
Жуки обитают в Казахстане, России, Монголии и северо-западе Китая. Данный вид в Татарстане занесён в Красную книгу.
Длина тела 17-23 мм. Надкрылья бронзового оттенка (сообщается, что бывают чёрные и синие жуки), а ноги красноватые. Генерация двухгодичная.

## Подвиды
Выделяют 7 подвидов:
- Carabus henningi hamarensis Shilenkov, 1996
- Carabus henningi henningi Fischer von Waldheim, 1817
- Carabus henningi melyachi Shilenkov & Menstshikov, 1996
- Carabus henningi oviformis Breuning, 1943
- Carabus henningi peczoricus Obydov, 2000
- Carabus henningi pelevini Obydov, 2006
- Carabus henningi saldaitisi Obydov, 1997